# گاوشلا
گاوشلا (به لاتین: Gauschla) یک کوه در سوئیس است که در کانتون سنت گالن واقع شده‌است. گاوشلا ۲٬۳۱۰ متر بالاتر از سطح دریا واقع شده‌است.